# Parlameter
Parlameter je spletno orodje za analizo in vizualizacijo parlamentarnih glasovanj, transkriptov in zakonskih predlogov v Državnem zboru Republike Slovenije. Analizirane podatke predstavlja v obliki samostojnih informacijskih kartic, ki jih je mogoče vdelati na druga spletna mesta ali deliti na družbenih omrežjih. Parlameter je razvil inštitut Danes je nov dan, prva verzija slovenskega orodja pa je bila objavljena decembra 2016. Odtlej je bil večkrat nadgrajen, aktualna verzija pa predstavlja iteracijo 1.7.
Parlameter vključuje mnogo različnih analiz, s pomočjo katerih lahko uporabniki spremljajo aktivnosti poslanca ali poslanske skupine, si ogledajo posebnosti njihovih govorov ali primerjajo glasovanja ter iščejo odstopanja med njimi. Orodje vključuje SOLR iskalnik, ki omogoča iskanje po transkriptih parlamentarnih govorov ter glasovanj. Uporabniki se lahko naročijo tudi na Parlameter obvestila, ki delujejo podobno kot Google Alerts, in sicer avtomatsko obvestijo uporabnike, ko se v transkriptih pojavi ključna beseda, na katero so se naročili. 
Cilj projekta Parlameter je povečanje transparentnosti Državnega zbora ter izboljšati javni interes za demokratični proces. Kot tak predstavlja tudi del širšega boja za odprte podatke. 
Razvoj Parlametra je financiral Google preko The Digital News Initiative (DNI), Parlameter obvestila pa delujejo s finančno podporo ameriškega veleposlaništva v Sloveniji.

## Nagrade
- 2017: 
  - Brumnova nagrada za odlično slovensko oblikovanje[4]
  - zlata in velika nagrada DIGGIT[5]